# Tổ hợp đám mây Rho Ophiuchi
Tổ hợp đám mây Rho Ophiuchi là một tinh vân tối của khí và bụi nằm ở 1° về phía nam của ngôi sao ρ Ophiuchi của chòm sao Xà Phu. Ở khoảng cách ước tính 131 ± 3 parsecs, đám mây này là một trong những khu vực hình thành sao gần nhất với Hệ Mặt Trời.

## Đám mây tổ hợp
Đám mây này có diện tích góc 4.5° × 6.5° trên thiên cầu. Nó bao gồm hai vùng chính của khí và bụi dày đặc. Vùng thứ nhất chứa một đám mây hình thành sao (L1688) và hai dây sợi (L1709 và L1755), trong khi vùng thứ hai có vùng hình thành sao (L1689) và dây sợi (L1712-L1729). Các sợi này có chiều dài lên tới 10–17.5 parsecs và có thể có chiều rộng hẹp 0,24 parsec. Một số cấu trúc trong tổ hợp dường như là kết quả của một mặt trận xung kích xuyên qua các đám mây từ hướng của Liên hợp Sco OB2 ở lân cận.
Nhiệt độ của các đám mây nằm trong khoảng từ 13-22 độ K, và có tổng khối lượng khoảng 3.000 lần so với Mặt Trời. Hơn một nửa khối lượng của vùng tổ hợp này tập trung xung quanh đám mây L1688 và đây là khu vực hình thành sao hoạt động mạnh nhất. Có các nguồn hồng ngoại trong tổ hợp. Tổng cộng 425 nguồn hồng ngoại đã được phát hiện gần đám mây L1688. Chúng được coi là những vật thể sao trẻ, bao gồm 16 vật thể được phân loại là tiền sao, 123 sao Tauri với các đĩa mây bụi dày đặc và 77 sao T Tauri yếu hơn với các đĩa mây bụi mỏng hơn. Hai loại sao cuối cùng có tuổi ước tính từ 100.000 đến một triệu năm.
Sao lùn nâu đầu tiên được xác định trong khu vực hình thành sao là Rho Oph J162349.8-242601, nằm trong đám mây Rho Ophiuchi. Một trong những vật thể cũ hơn ở rìa của ngôi sao chính- khu vực hình thành đã được tìm thấy là một đĩa hoàn cảnh nhìn thấy gần như cạnh trên. Nó trải dài đường kính 300 AU và chứa ít nhất hai lần khối lượng Sao Mộc. Ngôi sao triệu năm ở trung tâm của đĩa có nhiệt độ 3.000 độ K và đang phát ra ánh sáng bằng 0,4 lần độ sáng của Mặt Trời.

## Thư viện ảnh

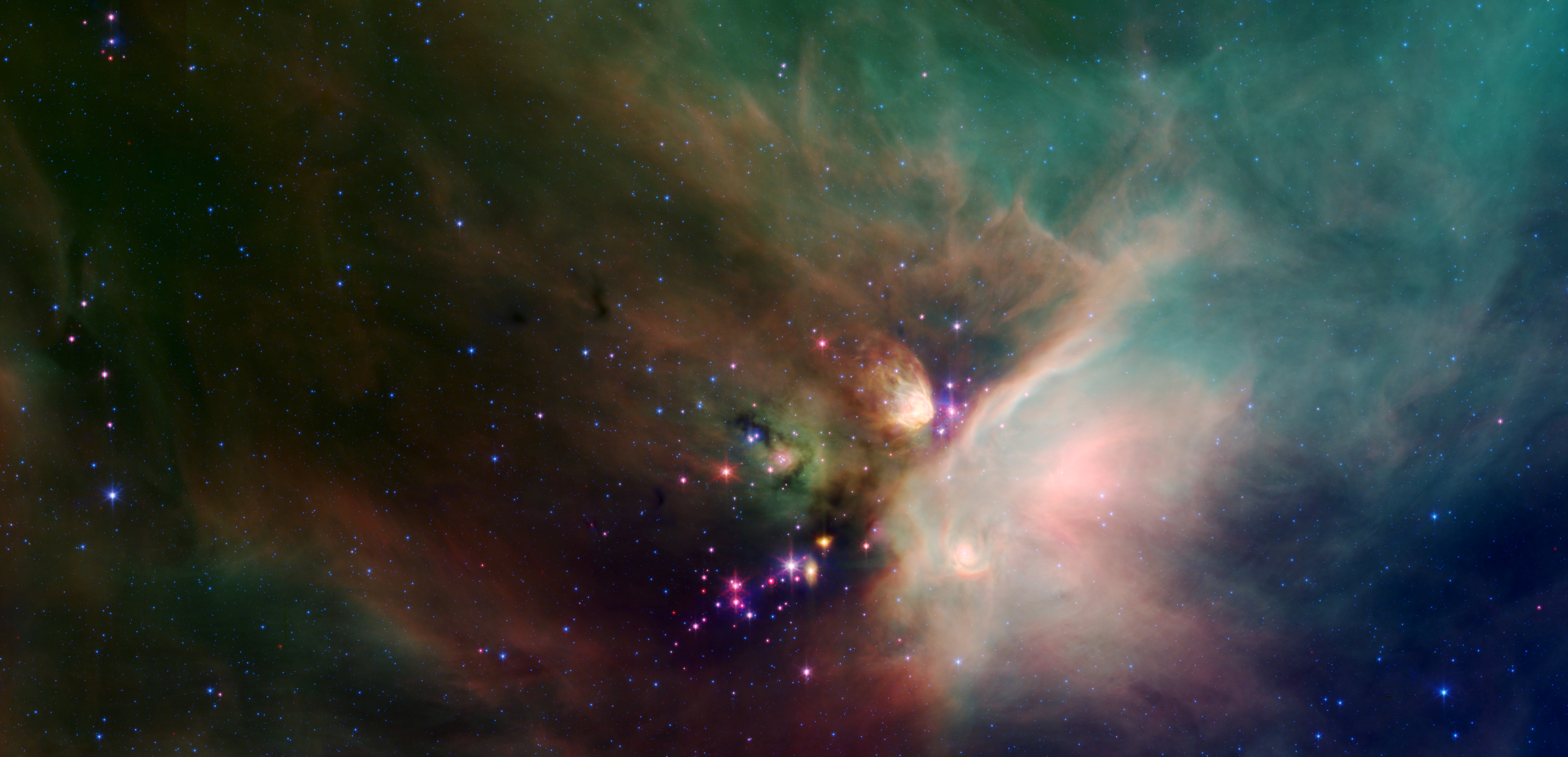
Chế độ xem màu sai của tổ hợp đám mây.
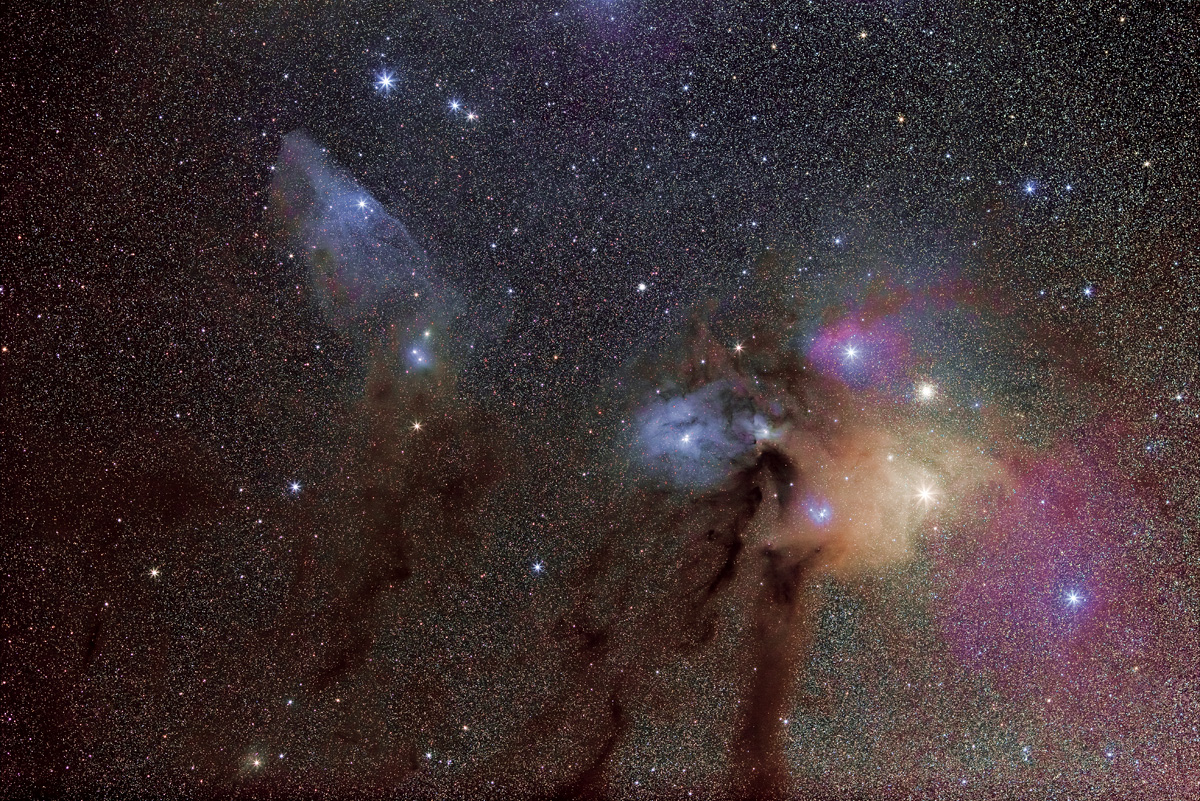
Ánh sáng nhìn thấy được trong khung cảnh rộng của tinh vân đa sắc xung quanh đám mây.
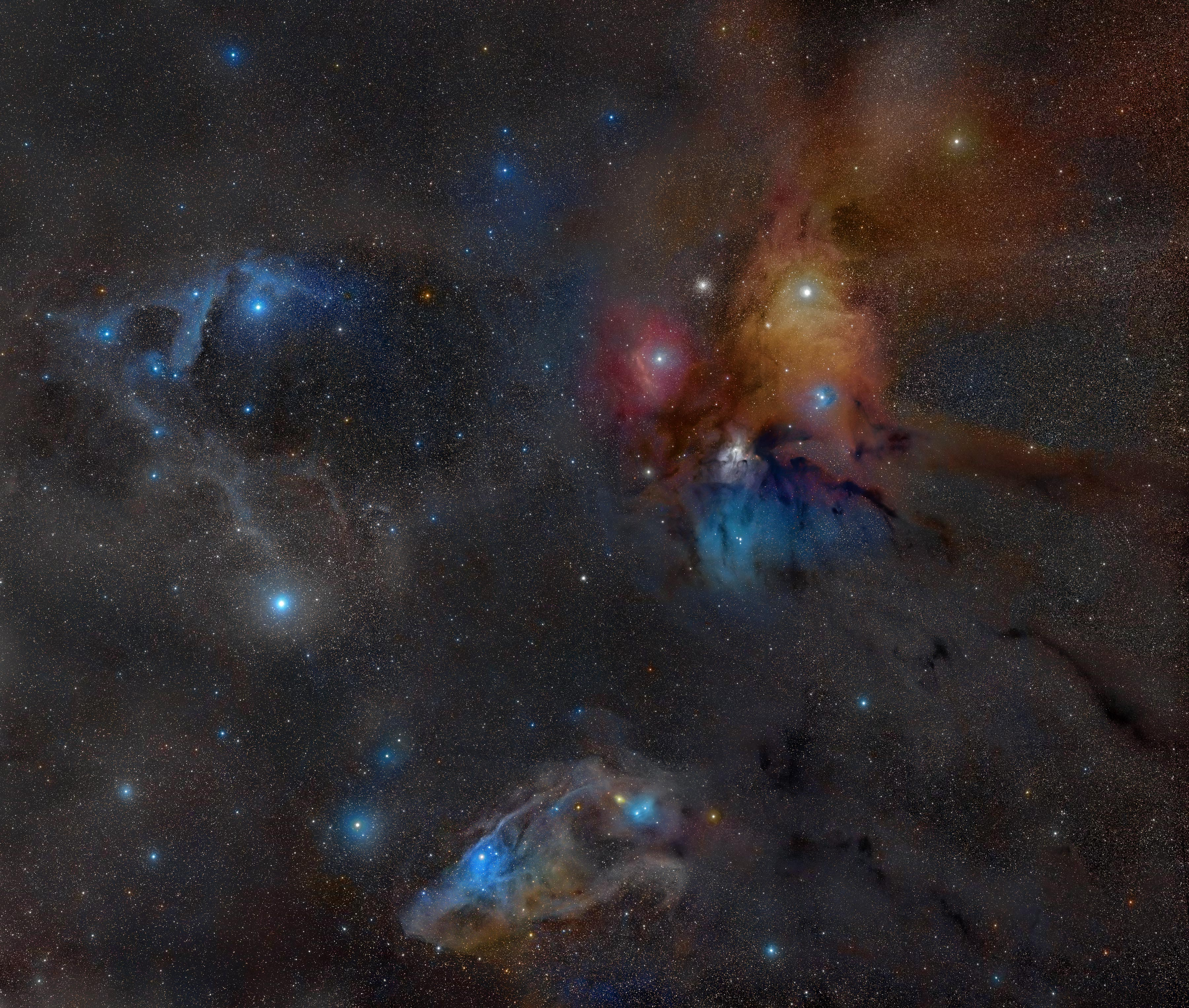
Hình ảnh của hệ thống sao nhị phân Rho Ophiuchi.